# Inule des montagnes
Inula montana
Espèce
Classification phylogénétique
Inula montana, l’inule des montagnes, appelée aussi quelquefois aunée des montagnes, est une espèce de plantes à fleurs de la famille des Asteraceae.

## Étymologie
Le terme inula est du latin scientifique pour l'Aunée (plante médicinale), dérivé du grec inaein "purger", par allusion aux propriétés de certaines espèces. Linné a qualifié l'espèce de montana « des montagnes » parce qu'il disposait d'un spécimen venant des Alpes suisses.

## Description
L'inule des montagnes est une plante herbacée vivace de 15 à 35 cm de haut. La tige dressée porte quelques feuilles. Elle est blanchâtre laineuse.
Les feuilles entières ou denticulées, sont blanches-soyeuses sur les deux faces. Le limbe des feuilles inférieures est obovale lancéolé, atténué en pétiole. Les feuilles caulinaires sont plus courtes, plus étroites et sessiles.
La capitule est de grande taille et solitaire au sommet de la tige. Il comporte un involucre à bractées inégales. Les fleurons (petites fleurs) sont jaunes et de deux types : 

- en périphérie, ils comportent une languette glabre, dépassant longuement l'involucre 

- au centre, ils sont en tube, avec 5 étamines soudées par les anthères en un tube dans lequel passe le style.
Le fruit est un akène velu, pourvu d'une aigrette de soie.

## Composition chimique
Treize lactones sesquiterpéniques, un acide sesquiterpénique, quatre dérivés des inositols, six aglycones des flavonoïdes, un alcool phénolique  et un mono-ester de triterpéne sont décrits ,,. Elle a des propriétés anti-oxidantes et anti-inflammatoires,.

## Distribution
On trouve cette espèce à l'état naturel en Europe occidentale (France, Espagne, Suisse, Italie).
En France, elle est assez commune en région méditerranéenne mais absente de Corse. Elle s'étend ensuite du pourtour méditerranéen vers la Bourgogne, le Centre et l'Ouest (Charente et Vendée).
Elle est protégée dans les régions Bourgogne et Centre-Val de Loire.

## Habitat
L'inule des montagnes est une espèce thermophile, au comportement héliophile, poussant sur les sols secs (xérophiles calcicoles). On la trouve sur les coteaux arides des terrains calcaires et contrairement à son nom, elle n'est pas inféodée aux montagnes.
|                                          |           |
| Inula montana Feuilles blanches-soyeuses | Involucre |